# Muriaux
Muriaux é uma comuna da Suíça, situada no distrito de Franches-Montagnes, no cantão de Jura. Tem 14,33 km² de área e sua população em 2018 foi estimada em 502 habitantes.